# Eutrichota obversa
Eutrichota obversa är en tvåvingeart som först beskrevs av Huckett 1951.  Eutrichota obversa ingår i släktet Eutrichota och familjen blomsterflugor. Inga underarter finns listade i Catalogue of Life.